# Paracale
Paracale ist eine philippinische Stadtgemeinde in der Provinz Camarines Norte. Sie hat 59.149 Einwohner (Zensus 1. August 2015). Vom Hafen der Gemeinde verkehren Boote zum Inselarchipel der Calaguas-Inselgruppe.

## Baranggays
Paracale ist politisch in 27 Baranggays unterteilt.
| - Awitan - Bagumbayan - Bakal - Batobalani - Calaburnay - Capacuan - Casalugan - Dagang - Dalnac - Dancalan - Gumaus - Labnig - Macolabo Island - Malacbang | - Malaguit - Mampungo - Mangkasay - Maybato - Palanas - Pinagbirayan Malaki - Pinagbirayan Munti - Poblacion Norte - Poblacion Sur - Tabas - Talusan - Tawig - Tugos |